# Steven Gardiner
| Rang                     | Leichtathlet      | Anzahl |
| ------------------------ | ----------------- | ------ |
| 1.                       | Michael Johnson   | 22     |
| 2.                       | Kirani James      | 10     |
| 3                        | Jeremy Wariner    | 9      |
| 3                        | LaShawn Merritt   | 9      |
| 5.                       | Wayde van Niekerk | 6      |
| 5.                       | Steven Gardiner   | 6      |
| 7.                       | Harry Reynolds    | 4      |
| 7.                       | Quincy Watts      | 4      |
| 7.                       | Isaac Makwala     | 4      |
| 7.                       | Michael Norman    | 4      |
| 7.                       | Muzala Samukonga  | 4      |
| Stand: 8. September 2024 |                   |        |

Steven Gardiner (* 12. September 1995 auf Moore’s Island) ist ein bahamaischer Sprinter, der sich auf den 400-Meter-Lauf spezialisiert hat. Er wurde 2020 Olympiasieger und 2019 Weltmeister und zählt damit zu den erfolgreichsten Leichtathleten seines Landes.

## Sportliche Laufbahn
Erste internationale Erfahrungen sammelte Steven Gardiner 2014 bei den CARIFTA-Games 2014 in Fort-de-France, bei denen er in 20,87 s den vierten Platz im 200-Meter-Lauf belegte und mit der bahamaischen 4-mal-100-Meter-Staffel in 40,35 s die Silbermedaille gewann, während er mit der 4-mal-400-Meter-Staffel nach 3:11,32 min Bronze gewann. Anschließend nahm er über 200 Meter an den Juniorenweltmeisterschaften in Eugene teil und schied dort mit 20,89 s im Halbfinale aus und erreichte mit der 4-mal-400-Meter-Staffel in 3:08,08 min Rang sechs. Bei den IAAF World Relays 2015 auf den Bahamas gelangte er mit der 4-mal-400-Meter-Staffel in 2:58,91 min auf Rang zwei hinter den Vereinigten Staaten. Kurz darauf stellte er bei den Landesmeisterschaften in Nassau mit 44,27 s einen neuen Landesrekord auf und qualifizierte sich damit für die Weltmeisterschaften in Peking, bei denen er bis in das Halbfinale gelangte. Zudem wurde er in der 4-mal-400-Meter-Staffel mit der bahamaischen Mannschaft im Vorlauf disqualifiziert. Im Jahr darauf nahm er erstmals an den Olympischen Spielen in Rio de Janeiro teil und gewann dort im Staffel-Bewerb in 2:58,49 min die Bronzemedaille hinter den Vereinigten Staaten und Jamaika. Zudem gelangte er im Einzelbewerb bis in das Halbfinale, in dem er mit 44,72 s ausschied.
Bei den IAAF World Relays 2017 siegte er mit der Mixed-Staffel in 3:14,42 min und schied mit der Männerstaffel mit 3:05,37 min im Vorlauf aus. Er qualifizierte sich aber über 400 Meter erneut für die Weltmeisterschaften in London, bei denen er mit 44,41 s im Finale die Silbermedaille hinter dem Südafrikaner Wayde van Niekerk gewann. Auch zwei Jahre später erreichte er bei den Weltmeisterschaften in Doha das Finale und siegte dort mit neuem Landesrekord von 43,48 s und wurde damit nach Avard Moncur als zweiter Athlet von den Bahamas Weltmeister über diese Distanz. 2021 siegte er in 44,47 s beim Gyulai István Memorial und nahm daraufhin erneut an den Olympischen Spielen in Tokio teil und wurde dort mit einer Zeit von 43,85 s im Finale Olympiasieger vor Anthony Zambrano aus Kolumbien und Kirani James aus Grenada. Er wurde damit der erste männliche Olympiasieger von den Bahamas in irgendeiner Individualsportart bei den Olympischen Spielen. 2022 stellte er im Januar mit 31,56 s eine neue Weltbestleistung im 300-Meter-Lauf auf und Anfang April siegte er in 20,79 s über 200 Meter bei den USATF Bermuda Games. In Vorbereitung zu den Weltmeisterschaften verletze er sich im Juni und musste die Saison vorzeitig beenden. Im Jahr darauf siegte er in 44,42 s beim USATF Bermuda Grand Prix sowie in 44,70 s beim Meeting International Mohammed VI d’Athlétisme de Rabat und in 43,74 s beim Gyulai István Memorial. Im August erreichte er bei den Weltmeisterschaften in Budapest das Halbfinale und kam dort aufgrund einer Verletzung nicht ins Ziel.
Bei der Eröffnungsfeier der Olympischen Sommerspiele 2024 in Paris war er Fahnenträger seiner Nation, starte jedoch nicht.
In den Jahren von 2015 bis 2017 sowie 2019 und von 2021 bis 2023 wurde Gardiner bahamaischer Meister im 400-Meter-Lauf sowie 2021 auch in der 4-mal-400-Meter-Staffel.

## Persönliche Bestzeiten
- 200 Meter: 19,75 s (+0,3 m/s), 7. April 2018 in Coral Gables (bahamaischer Rekord)
  - 200 Meter (Halle): 20,71 s, 6. Februar 2021 in Virginia Beach
- 300 Meter: 31,83 s, 5. Juli 2020 in Alachua (bahamaische Bestleistung)
  - 300 Meter (Halle): 31,56 s, 28. Januar 2022 in Columbia (Weltbestleistung)
- 400 Meter: 43,48 s, 4. Oktober 2019 in Doha (bahamaischer Rekord)